# Jos Daerden
Jos Daerden (ur. 28 listopada 1954 w ’s Herenelderenie, Belgia) – belgijski piłkarz, grający na pozycji obrońcy, a wcześniej pomocnika, trener piłkarski.

## Kariera piłkarska

### Kariera klubowa
Wychowanek klubów KSK Tongeren i RFC Liège. W 1971 rozpoczął karierę piłkarską w miejscowej drużynie KSK Tongeren, występującej w Division 2. W 1980 przeszedł do pierwszoligowego Standardu Liège. W 1984 roku po skandalu z korupcją Waterschei-Standard opuścił klub i przeniósł się do holenderskiej Roda JC Kerkrade. W 1986 powrócił do Belgii, gdzie bronił barw w Beerschot Antwerpia. W 1991 zakończył karierę piłkarską w Germinalu Ekeren.

### Kariera reprezentacyjna
W latach 1982–1984 występował w reprezentacji Belgii. Łącznie rozegrał 5 gier.

## Kariera trenerska
Po zakończeniu kariery piłkarskiej rozpoczął pracę trenerską. W czerwcu 1991 objął stanowisko głównego trenera KSK Beveren. Potem pracował w belgijskich klubach Lommel SK, Standard Liège i Lierse SK. W sezonie 2000/01 prowadził holenderski FC Eindhoven. Następne 3 sezony pomagał trenować KRC Genk. W październiku 2004 został zaproszony na stanowisko głównego trenera RAEC Mons. Latem 2005 przeniósł się do Germinalu Beerschot. W czerwcu 2006 został zaproszony do ukraińskiego Metałurha Donieck trenować drużynę rezerwową. 17 maja 2007 awansował na stanowisko głównego trenera Metałurha. 1 grudnia 2007 po przegranym 0:3 meczu z Dniprem Dniepropetrowsk podał się do dymisji. 3 września 2009 ponownie przystąpił do pracy z Germinalem Beerschot. W czerwcu 2010 został zaproszony przez trenera Michel Preud’homme do sztabu szkoleniowego FC Twente. 28 czerwca 2011 podpisał kontrakt z Royal Charleroi, z którym pracował do 26 września 2011.

## Sukcesy i odznaczenia

### Sukcesy klubowe
- mistrz Belgii: 1982, 1983
- zdobywca Pucharu Belgii: 1981
- finalista Pucharu Belgii: 1984
- zdobywca Superpucharu Belgii: 1981, 1983
- finalista Superpucharu Belgii: 1982
- finalista Pucharu Zdobywców Pucharów: 1982

### Sukcesy reprezentacyjne
- uczestnik Mistrzostw Świata: 1982